# لاتون (کالیفرنیا)
لاتون (به انگلیسی: Laton) یک منطقهٔ مسکونی در ایالات متحده آمریکا است که در شهرستان فرسنو، کالیفرنیا واقع شده‌است. لاتون ۵٫۰۱۷ کیلومتر مربع مساحت و ۱٬۸۲۴ نفر جمعیت دارد و ۷۹ متر بالاتر از سطح دریا واقع شده‌است.